# Wolfgang Lehmann (Fußballspieler)
Wolfgang Lehmann (* 2. April 1948 in Cottbus; † 31. Januar 1996) war ein deutscher Fußballspieler in der Abwehr. Er spielte für die BSG Energie Cottbus in der DDR-Oberliga.

## Karriere
Lehmann spielte in seiner Jugend von 1956 bis 1963 bei seinem Heimatverein BSG Lokomotive Cottbus. Danach wechselte er in die Jugendabteilung des SC Cottbus, wo er auch nach der Ausgliederung der Fußballabteilung in die BSG Energie Cottbus blieb. Anschließend spielte er von 1967 bis 1972 im Rahmen seines Wehrdienstes bei der ASG Vorwärts Cottbus, bevor er wieder zu Energie zurückkehrte. Nach seiner Rückkehr absolvierte Lehmann 1973 sechs Partien in der zweitklassigen DDR-Liga sowie sechs Spiele der Aufstiegsrunde. Nach dem Aufstieg in die Oberliga, kam er 1973/74 14 mal zum Einsatz. Er debütierte dort am 22. August 1973, als er am zweiten Spieltag beim 3:3-Unentschieden gegen die BSG Chemie Leipzig in der Startelf stand. Nach dem direkten Wiederabstieg spielte Lehmann noch bis 1976 für die zweit Mannschaft, bevor er zur BSG Aktivist Brieske-Senftenberg wechselte. 1978 kehrte er zu seinem Jugendverein BSG Lokomotive Cottbus zurück. 1992/93 kam er noch viermal für die zweite Mannschaft des jetzigen FC Energie Cottbus in der Landesliga zum Einsatz und schoss dabei drei Tore. Anschließend beendete Lehmann seine aktive Karriere.